# Pecan Hill
Pecan Hill város az USA Texas államában, Ellis megyében. Lakosainak száma 735 fő (2020. április 1.).

## Népesség
A település népességének változása:

| 2010 | 626 |
| 2020 | 735 |